# Хэппи-энд (фильм, 2020)
«Хэ́ппи-энд» — российский комедийный фильм режиссёра Евгения Шелякина.  Фильм рассказывает о трёх неделях жизни российского пенсионера, очнувшегося на пляже в Таиланде без документов, денег и вещей. Дата выхода в прокат дважды менялась с изначально заявленной 14 мая 2020 года в связи с ограничениями в работе кинотеатров из-за пандемии коронавируса. Фильм снят в 2018 году российскими кинокомпаниями «2D films» и «Vita Aktiva» при поддержке Министерства культуры РФ. 1 августа 2020 года «Хэппи-энд» стал первым российским релизом после снятия ограничений и открытия кинотеатров. Фильм занял пятое место в абсолютном рейтинге фильмов 2020 года, составленного с помощью анализа данных из семи источников – оценок и количества просмотров на порталах «Фильм про», «КиноПоиск», Google Play Россия, Кино-театр.ру, kino.мail.ru, российского бокс-офиса и данных опросов ВЦИОМ.

## Сюжет
Фильм рассказывает о трёх неделях жизни российского пенсионера, очнувшегося на пляже в Таиланде без документов, денег и вещей. В результате удара по голове он потерял память и не помнит не только самого происшествия, но и как, вообще, оказался в этой стране. В поисках пропитания он вступает в конфликт с местными рыбаками и попадает в полицию. За бродяжничество и хулиганство ему присуждают три недели исправительных работ в отеле русской эмигрантки Ирины Львовны.
В ходе последующих событий главный герой не только приспособится к новым условиям, но и вспомнит свою прежнюю жизнь, чтобы понять, как и зачем он здесь оказался, а самое главное — где его дом.

## В ролях
| Актёр                                 | Роль          |
| ------------------------------------- | ------------- |
| Михаил Гомиашвили                     | Ксенофонт     |
| Евгения Дмитриева                     | Ирина Львовна |
| Владимир Мишуков                      | Алексей       |
| Чарай Муэнпрайун (Charay Mueanprayun) | Бунча         |
| Полина Пушкарук                       | Мила          |
| Алина Астровская                      | Лена          |
| Анастасия Сомова                      | Катя          |
| Евгений Сангаджиев                    | Лом           |
| Ампорн Панкраток (Aumporn Pankratoke) | Ниран         |
| Роза Хайруллина                       | Тётя Зима     |
| Патрида Пьекеу (Patchrida Paykaew)    | Пим           |

## Создание
Съёмки фильма начались в подмосковном Долгопрудном в конце января 2018 года. Рабочие названия фильма — «Сенафон» и «Как новый».
Михаил Гомиашвили сам предложил, чтобы его герой умел играть на музыкальных инструментах, а также стал автором заглавной темы фильма на укулеле, переработанной впоследствии композитором Алексеем Айги. Евгения Дмитриева сама предложила, чтобы её героиня хорошо разговаривала на тайском.
Актёр Владимир Мишуков, сыгравший сына Ксенофонта, младше Михаила Гомиашвили всего на восемь лет.
Полицейский участок в Таиланде на время съёмок закрыли, предоставив помещение со всем содержимым.
Из-за того, что в Таиланде короткий световой день, вся съёмочная группа на протяжении месяца вставала в четыре утра. При этом работы заканчивались не раньше восьми вечера.
Съёмки были завершены в 2018 году.
Известный российский обозреватель кинофильмов Евгений Баженов, более известный, как «BadComedian», в одном из своих прямых эфиров оценил фильм в положительном ключе, назвав его «историей с теплотой», а харизма актёров, по его мнению, «сглаживает углы».
Уже после начала проката выяснилось, что на одно из музыкальных произведений, использованных в фильме, очищены не все авторские права. В одной из сцен использовался гимн Таиланда в исполнении оркестра ВМФ США, записи которого находятся в свободной лицензии только на территории Соединённых Штатов. Тем не менее, когда продюсеры связались с представителями данного музыкального коллектива, те официально разрешили использовать их фонограмму безвозмездно, пожелав фильму удачи.

## Награды
- 2019 — Приз «Золотая ладья» за I место в зрительском конкурсе «Выборгский счёт» в рамках XXVII Фестиваля российского кино «Окно в Европу»[14][15].
- 2019 — Приз Константину Чармадову, Евгению Шелякину и Павлу Усачёву за сценарий от Медиаконгресса «Содружество журналистов» и Союза журналистов России в рамках XXVII Фестиваля российского кино «Окно в Европу»[14][15][16].
- 2019 — Специальный приз жюри Международного фестиваля «Евразийский мост»[17].
- 2021 — Приз Михаилу Гомиашвили «За лучшую мужскую роль» и приз кинопрессы «За самую философскую комедию» на XXI Международном кинофестивале комедии «Улыбнись, Россия!»[18].